# Bactra stagnicolana
Bactra stagnicolana is een vlinder uit de familie bladrollers (Tortricidae). De wetenschappelijke naam is voor het eerst geldig gepubliceerd in 1852 door Zeller.
De soort komt voor in tropisch Afrika.